# Heinrich Boge
Heinrich Boge (* 6. März 1929 in Osnabrück; † 13. Mai 2020 in Hannover) war ein deutscher Polizeibeamter. Er war von April 1981 bis März 1990 Präsident des deutschen Bundeskriminalamtes (BKA).

## Leben
Boge besuchte zunächst das Ernst-Moritz-Arndt-Gymnasium Osnabrück, wo er 1949 die Abiturprüfung bestand. Nach einem Studium an der Juristischen Fakultät der Georg-August-Universität Göttingen legte er dort am 14. April 1964 seine Dissertation über Die Verwaltungshelfer im Polizeirecht vor.
Im Laufe seines Polizeidienstes war Boge von 1969 bis 1978 Polizeipräsident der Polizeidirektion Hannover (siehe auch: Polizei Niedersachsen).
Von 1978 bis 1981 war er Ministerialdirektor im Bundesministerium des Innern. Im Sommer 1979 reiste er in dieser Funktion mit einer Delegation unter Führung des seinerzeitigen Leiters des Bundesnachrichtendienstes, Klaus Kinkel, in den von Saddam Hussein geführten Irak, wo ein Abkommen zur „wissenschaftlich-technischen Zusammenarbeit“ ausgehandelt wurde, inklusive deutsche Rüstungslieferungen, Ausbildung von Polizei und Geheimdiensten, sowie Überwachung von in der Bundesrepublik lebenden Exil-Irakern. Die Polizeiausbildung wurde 1982 durchgeführt und soll auch die „Anwendung verschiedener Arten von Kampfgasen“ umfasst haben.
Konflikte zwischen dem damaligen Bundesinnenminister Gerhart Baum (FDP) und Boges Amtsvorgänger Horst Herold führten Ende März 1981 zu Herolds Rücktritt „aus gesundheitlichen Gründen“ und anschließenden Berufung Boges.
Seine Amtsführung wird verschiedentlich charakterisiert als „eher farblos“ und mit häufigem „Stillstand“ verbunden.
Heinrich Boge unternahm in seiner Amtszeit jedoch als erster 1984 den Vorstoß, durch einen Mitarbeiter die „belastende und stürmische Entwicklung des Amtes“ (Boge) aufarbeiten zu lassen. Mit „belastend“ ist dabei insbesondere die Besetzung eines Großteils der Führungspositionen des Amtes in den 1950er und 1960er Jahren, teilweise noch bis Anfang der 1970er, mit Führungspersonal aus der Zeit des Nationalsozialismus (unter anderem der Reichskriminalpolizei) gemeint.
Vor dem Hintergrund der Erfahrungen mit dem RAF-Terrorismus und gleichzeitig neuer Möglichkeiten des elektronischen Datenaustausches forderte Boge 1985 „eine leistungsfähige europäische Institution oder Polizei mit Aufgaben der Nachrichtensammlung und Nachrichtenauswertung, Planungs- und Koordinationsbefugnissen und vielleicht auch einmal der Ermittlungssteuerung bei schwerwiegenden internationalen Delikten“ und „die Einrichtung eines zentralen westeuropäischen Kriminalamtes“. Unter seiner Amtszeit wurden in mehreren westeuropäischen Hauptstädten Verbindungsbüros des BKA eingerichtet.
Nach der politischen Wende in der DDR berief das noch existierende DDR-Innenministerium Boge 1990 als Berater beim Aufbau föderal-demokratischer Strukturen.
Im Jahr 1994 ging Boge in Pension. Er lebte in der Stadt Wiesbaden.

## Mitgliedschaften und öffentliche Funktionen
Boge war Mitglied der SPD, sowie des Kuratoriums der DLRG (Deutsche Lebens-Rettungs-Gesellschaft e.V.). 1990 berief die Stiftung „Europe 2000“ ihn zum „Member of the Executive Board“, 1993 zu ihrem Vizepräsidenten.

## Zitate
Als Ursache einer zunehmenden Kriminalität betrachtet Boge „die überkritische Haltung verschiedener Bevölkerungsgruppen zu Staat und tradierten Werten, die Veränderungen im Rechtsbewußtsein sowie der Rückzug der sozialen Kontrollinstanzen“; es gelte, diesen Entwicklungen „mit aller Entschiedenheit und auf allen Ebenen entgegenzuwirken, um dem Verbrechen im Rahmen der primären Prävention den Boden zu entziehen“.